# Samson de Mauvoisin
Pour les articles homonymes, voir Mauvoisin.
Samson de Mauvoisin, ou Samson Mauvoisin, mort le 21 septembre 1161, fut archevêque de Reims de 1140 à 1161 et légat du pape.

## Historique
Samson de Mauvoisin, est un fils cadet de Raoul III Mauvoisin, dit Le Barbu, seigneur de Rosny-sur-Seine, et de sa première épouse Odeline,. Ayant choisi la carrière ecclésiastique, il devient archidiacre, puis prévôt de Chartres. C'est à ce titre qu'il fonde en 1133 le prieuré Sainte-Marie-Madeleine de Mantes-la-Jolie, en mémoire de son frère  Guillaume et pour répondre aux vœux de celui-ci.
Son élection comme archevêque de Reims se fait dans une période tourmentée de l'histoire de la ville. L'ancienne cité romaine (Durocortorom) était devenue la métropole d'une province ecclésiastique. Elle était tombée à titre de comté féodal dans le domaine des archevêques. En 1139, la mort de son précédent titulaire place l'archevêché en régale. Le roi Louis VII, « prodigue d'un bien qui ne lui appartenait pas » accorde le privilège d'une charte communale aux différentes bourgades rémoises. Mais les chanoines et Thibaut le Grand, comte de Champagne, s'opposent très vite aux communiers. Le pape somme le souverain français de dissoudre la commune, ce qu'il accepte de faire, par les armes. Le processus de nomination d'un nouvel archevêque est accéléré. Les chanoines sollicitent Bernard de Clairvaux mais il s'y refuse. Samson de Mauvoisin est une candidature de compromis, rassurante pour le Roi de France (originaire du Vexin, il était issu de la vassalité des Capétiens) comme pour le pape et les chanoines (Samson bénéficiait de la réputation acquise au sein du clergé de Chartres et était le neveu de l'archevêque défunt). Sa consécration épiscopale est effectuée par l'évêque de Soissons. Soucieux d'apaiser les esprits, Samson apporte son pardon aux partisans de la commune, et veille ensuite, durant les vingt ans de son épiscopat, à faire régner un climat plus serein dans cette cité.

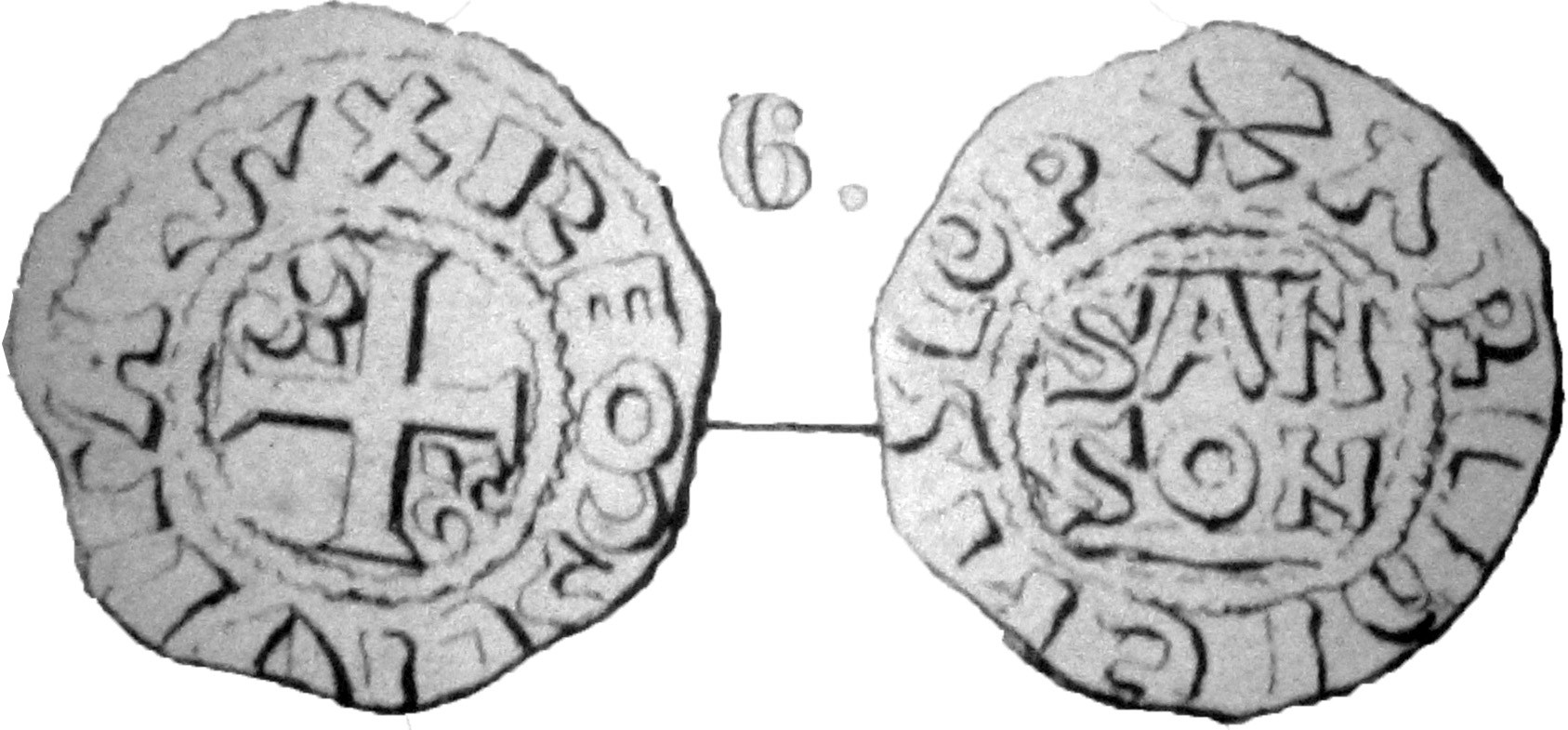
Denier de Samson.

Samson reste un proche de Bernard de Clairvaux (saint Bernard), qui le recommande aux papes Innocent II et Eugène III. Samson favorise également l'implantation d'abbayes cisterciennes notamment à La Valroy (à côté de Saint-Quentin-le-Petit) en 1147, à Chéhéry la même année, à Élan en 1148, et à Bonnefontaine en 1152. Il apporte de même son soutien à l'ordre des Prémontrés et à l'ordre des Chartreux, et s'emploie dans son clergé à maintenir un respect des règles, parcourant régulièrement les sites religieux de son diocèse.
En 1148, il accueille le pape Eugène III à Reims pour un concile général qui apparaît comme « l'épilogue des conciles de l'époque grégorienne ». Conseiller du roi, il participe à la dissolution du mariage du roi Louis VII et d’Aliénor d’Aquitaine, à la demande du roi, officiellement pour des raisons de parenté aux quatrième et cinquième degré. La raison était canoniquement valable, mais il était clair pour tous que c'est l'absence d'héritier mâle qui était à l'origine de cette rupture. Dans le cadre de la restauration de l'autorité royale à laquelle s'emploie Louis VII, Samson participe avec les principaux prélats et seigneurs du Royaume à une grande assemblée tenue à Soissons le 10 juin 1155 durant laquelle le roi récupère politiquement le mouvement pour la Paix lancé par l’Église autour de l'an mil : la Paix de Dieu devient la Paix du Roi.
Il est nommé légat du pape en 1157. Il meurt le 21 septembre 1161 et est inhumé comme son prédécesseur et oncle à l'abbaye d'Igny.